# Indonemoura nohirae
Indonemoura nohirae är en bäcksländeart som först beskrevs av Okamoto 1922.  Indonemoura nohirae ingår i släktet Indonemoura och familjen kryssbäcksländor. Inga underarter finns listade i Catalogue of Life.